# Henri Jourdain
Henri Jourdain (Parijs, 30 november 1863 – aldaar, 5 augustus 1931) was een Franse kunstschilder, beeldhouwer, etser en illustrator.

## Leven en werk
Op het einde van de negentiende eeuw nam Jourdain als beginnend artiest deel aan kunsttentoonstellingen in Parijs met schilderijen en beeldhouwwerken. Zijn werk werd significant beïnvloed door Pablo Picasso, Ricardo Opisso en Maria Dolores, die hij leerde kennen toen ze van Barcelona naar Parijs waren gekomen. Waarschijnlijk zijn belangrijkste kennis uit deze periode is Georges Petit, filantropist en bewonderaar van het impressionisme, die hem in de twintig jaar erna regelmatig van opdrachten voorzag. 

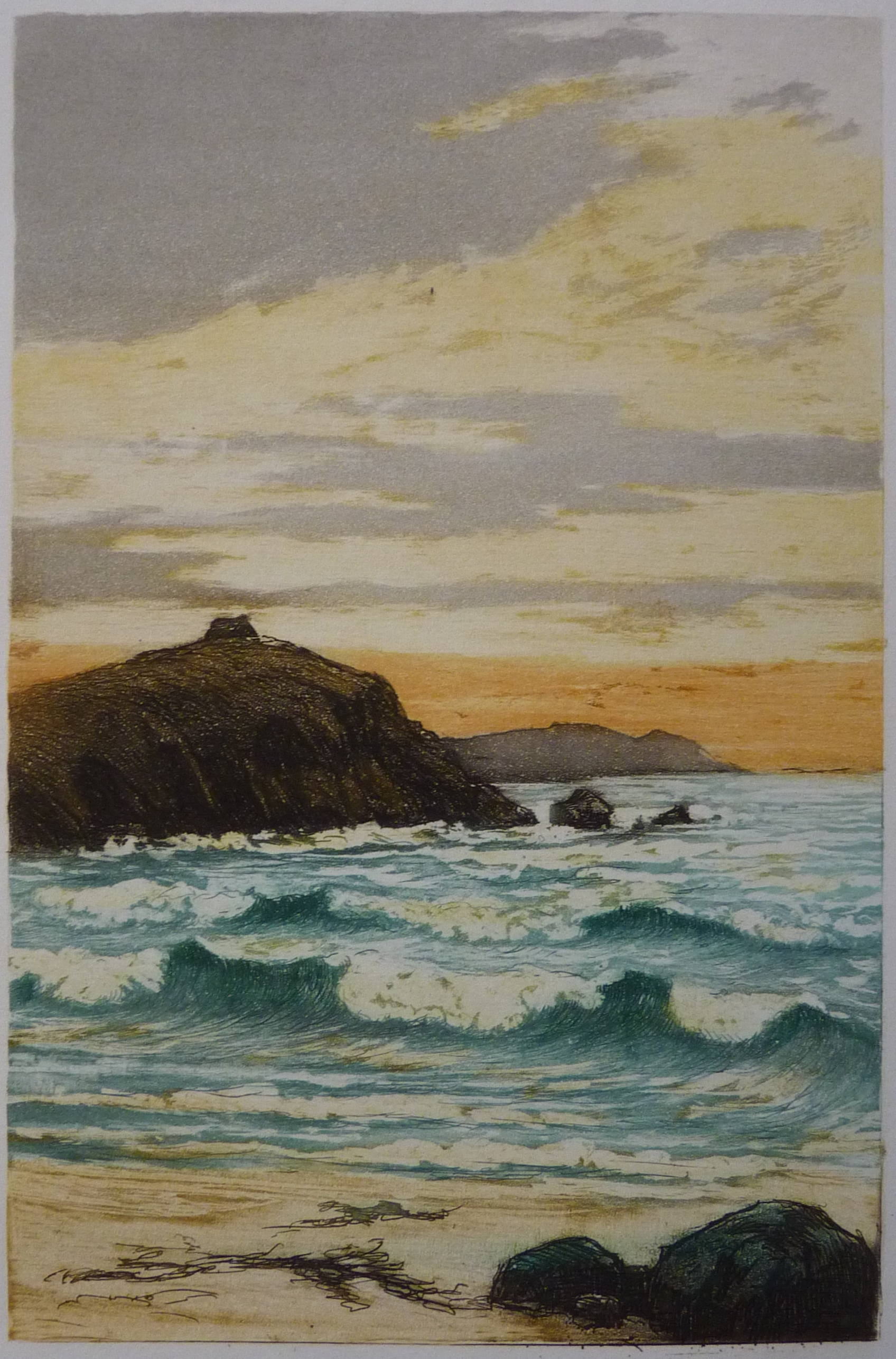
Boekomslag van Par les champs et par les grèves (Gustave Flaubert, Parijs, Carteret, 1931), naar een ontwerp van Jourdain.

Eind jaren twintig van de negentiende eeuw deed Jourdain werk in opdracht van de Parijse etsvereniging, die van 1928 tot 1950 bestond, opgericht door de Amerikaan Sidney Z. Lucas op zoek naar getalenteerde etsers. Deze werken werden gemarkeerd met 'SZL'.
Jourdain werd vooral bekend voor zijn werk met waterverf en zijn tekeningen, meestal herfstlandschappen. Zijn beeldhouwwerk is minder bekend; dit werd vaak uitgevoerd in opdracht. Hij gebruikte het liefst gemengde technieken. Hij tekende en schilderde vooral rivierlandschappen, waarbij hij alle nuances en sfeer van de verschillende seizoenen probeerde vast te leggen.
Jourdain was ook als illustrator van boeken en ontwerper van boekomslagen actief. Zijn eerste boek betrof een werk van Marcelle Tinayre getiteld La maison, du péché, dat in 1909 werd gepubliceerd. Waarschijnlijk kreeg hij deze opdracht via Georges Petit. Tijdens de Eerste Wereldoorlog stagneerde Jourdains illustratiewerk en pas in de jaren twintig van de negentiende eeuw werd hij weer hierin actief. Jourdain was onder meer verantwoordelijk voor 53 gekleurde etsen in de roman Madame Bovary van Gustave Flaubert, de illustraties in de roman Lettres de mon moulin van Alphonse Daudet in 1933 en 38 illustraties voor het boek Dominique van Eugène Fromentin in 1931.

## Galerij

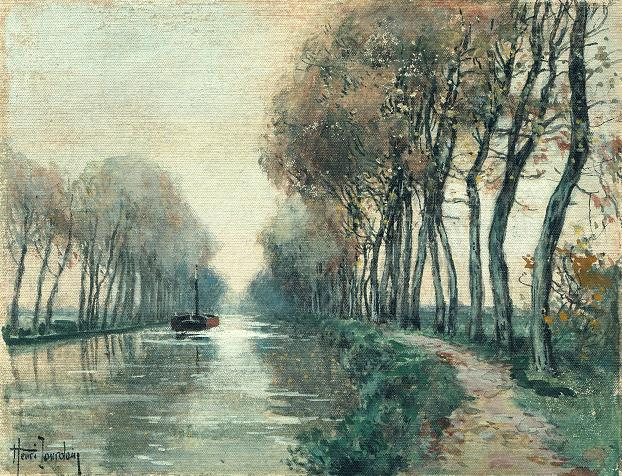
Kanaal in de herfst (1890)
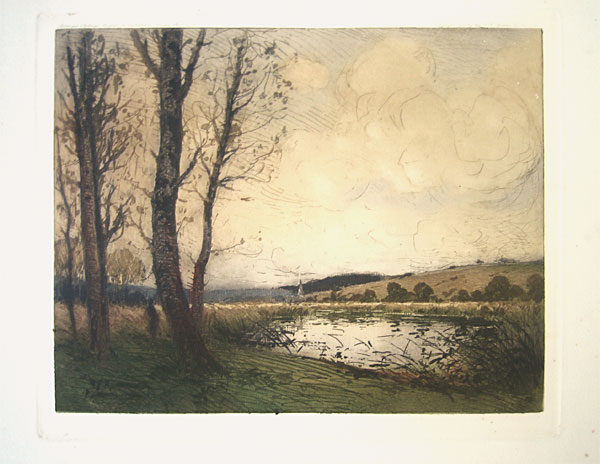
Landschap met een rivier (1919)
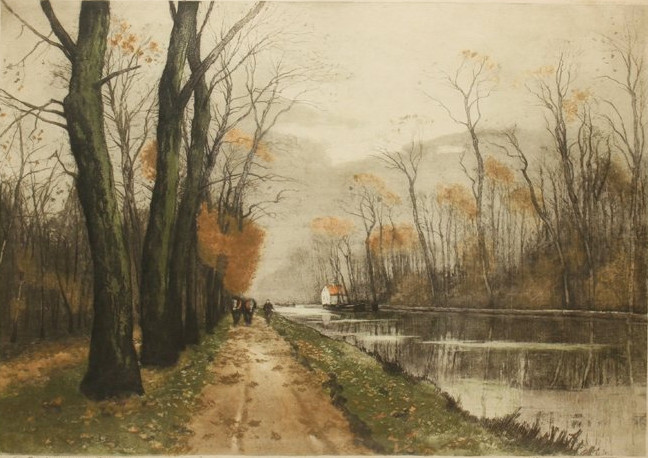
Kanaal in de herfst (1921)
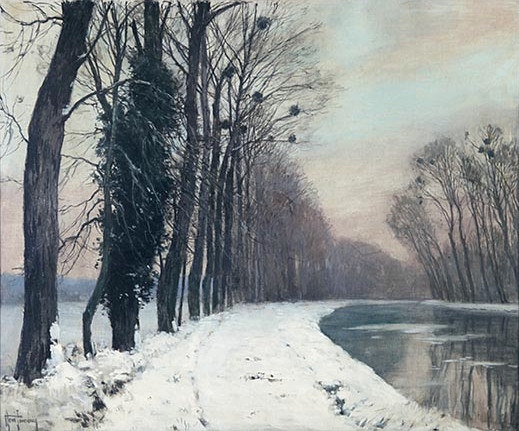
Kanaal in de winter

- International Standard Name Identifier: 0000 0003 7136 4170
- Library of Congress Control Number: no2016030581
- Nederlandse Thesaurus van Auteursnamen: 356377318
- RKD-Nederlands Instituut voor Kunstgeschiedenis: 42980
- Système universitaire de documentation: 111609240
- Union List of Artist Names: 500079152
- Virtual International Authority File: 250974174
- WorldCat: E39PBJgmTrbpTDFCyhyMgygBT3